# Virus de inmunodeficiencia felina
El virus de inmunodeficiencia felina, VIF o FIV (por su sigla en inglés) es un lentivirus (de la familia Retroviridae) que afecta a los gatos domésticos mundialmente, y es el agente causante del sida felino. Aproximadamente un 11 % de los gatos del mundo están infectados con el virus. Este virus difere taxonómicamente de otros dos retrovirus felinos, el virus de leucemia felina (FeLV en inglés) y el espumavirus felino (FFV en inglés) y está más emparentado con el virus de inmunodeficiencia humana (VIH). Dentro de los VIF, se identificaron 5 subtipos basándose en las diferencias de la secuencia de codificación de la cobertura viral. El VIF es el único lentivirus no primate que causa un síndrome similar al del sida, pero no siempre la muerte del gato, pueden vivir relativamente familiares como portadores y transmisores de la enfermedad por muchos años. Hay disponible una vacuna aunque su eficacia permanece incierta, y los gatos siguen dando positivo a las pruebas de anticuerpos del VIF después de ser vacunados.
El VIF fue descubierto en 1986 en una colonia de gatos que tenía una alta prevalencia de infecciones oportunistas y condiciones degenerativas, y fue identificada como enfermedad endémica en la población mundial de gatos domésticos.